# Masülen
Masülen bezeichnete in der bessarabischen Ständeordnung zur Zeit der Zugehörigkeit zu Russland im 19. Jahrhundert Personen, die ursprünglich dem Adel entstammten, aber nicht in Diensten fürstlicher Gospodaren standen oder aus anderen Gründen ihre adeligen Rechte verloren hatten. Sie bildeten eine höhere Klasse von Ackerbauern, die sich in der Ständeordnung unter den Bojarünaschen und über den Ruptaschen befanden. Heinrich Berghaus verglich sie mit russischen Einhöfnern.